# Raymond ne veut plus de femmes
Pour plus de détails, voir Fiche technique et Distribution.
Raymond ne veut plus de femmes (The Night Club) est un film américain de Paul Iribe et Frank Urson, sorti en 1925.

## Fiche technique
- Titre : Raymond ne veut plus de femmes
- Titre original : The Night Club
- Réalisation : Paul Iribe et Frank Urson
- Scénario : Keene Thompson (en) et Walter Woods (en) d'après la pièce de Cecil B. DeMille et William C. de Mille
- Costumes : Paul Iribe
- Photographie : J. Peverell Marley
- Pays d'origine : États-Unis
- Format : Noir et blanc - 1,33:1 - Film muet
- Genre : comédie
- Date de sortie : 1925

## Distribution
- Raymond Griffith : Robert White
- Vera Reynolds : Grace Henderson
- Wallace Beery : José
- Louise Fazenda : Carmen
- William Austin : Gerly

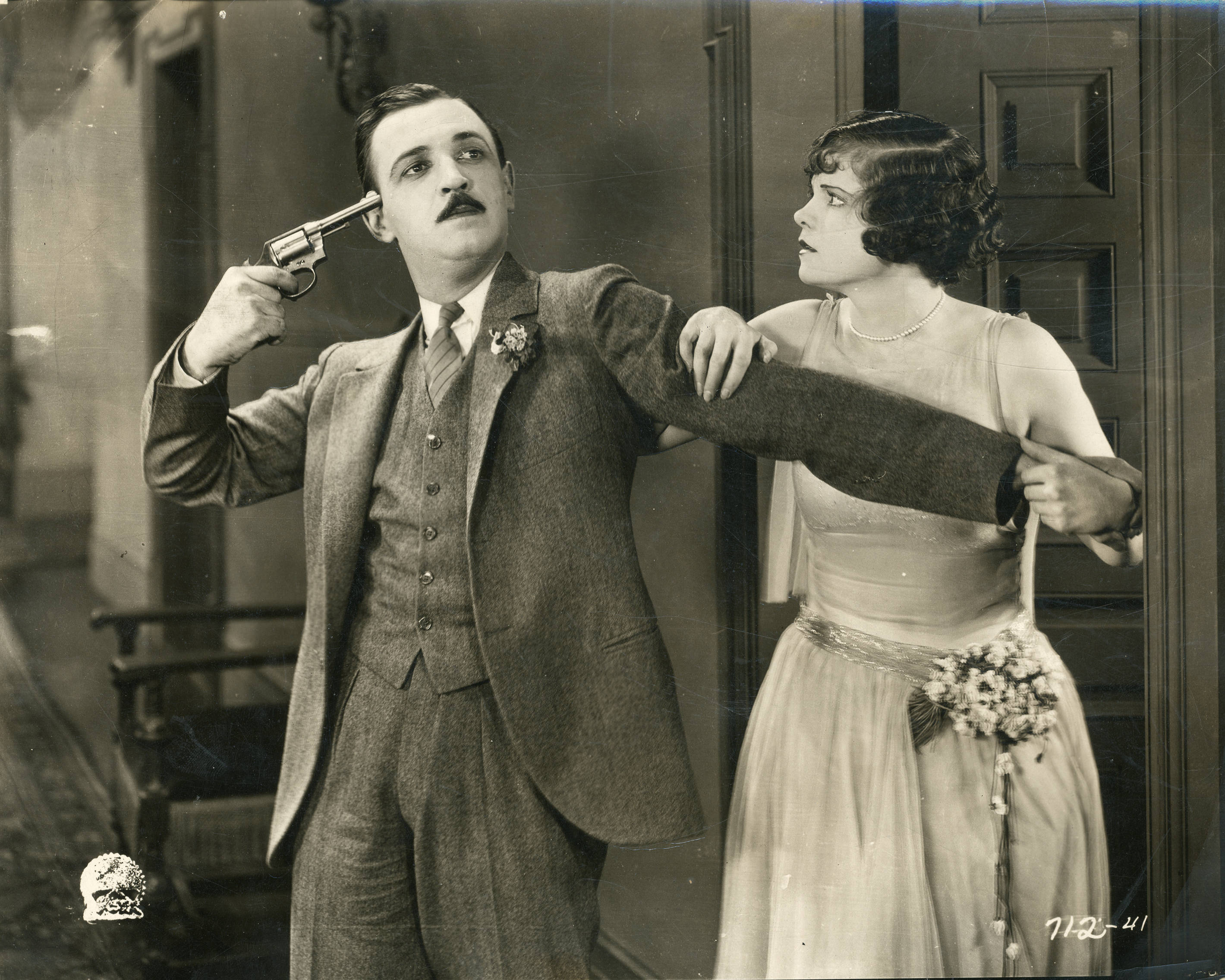
Raymond Griffith dans une scène du film.

- Leo Willis : le chauffeur de camion (non crédité)